# おはよう700
『おはよう700』（おはようセブンオーオー）は、1976年（昭和51年）9月27日から1980年（昭和55年）9月26日までTBS系列局ほかで放送された朝の情報番組である。

## 概要
前番組の『おはよう720』と『JNNニュースコール』（第1期）を統合する形でスタートしたため、内容的には『おはよう720』と全く変更点はない。そして「キャラバンII」も引き継がれていた。
また、番組内には視聴者参加企画もあった。生中継カメラをベッドタウンや住宅街で俯瞰撮影させて、キャスターが番組の視聴者に呼びかけると、視聴者はベランダやバルコニーで生中継カメラに向けて手を振ってアピールし、生中継カメラをズームインさせていた。そしてキャスターが「はい」「いいえ」で答えられる質問を用意し、放送を通じて呼びかけるとカメラに映った視聴者は「○」「×」などのジェスチャーで応え、景品が貰えるというものであった。プライバシーがおおらかな時代の産物であった。
平日朝の民放番組の視聴率トップだったこともあったが、1979年3月にスタートした『ズームイン!!朝!』（本番組のネット受けと制作協力に参加していた秋田放送・南海放送 と自社制作ローカル番組を放送していた四国放送 を除く日本テレビ系列局）が、放送していた系列局を積極的に制作に参加させた点が評価されたこともあって視聴者がそちらに流れていった。さらには同じ年の4月に東京12チャンネル（現・テレビ東京）で始まった『おはようスタジオ』 にも押されるようになった。そして1980年9月26日、「キャラバンII」最後の企画だった「700DAYS THE WORLD」の完結をもって、『おはよう720』から通算して5年の歴史に幕を下ろした。

## 出演者

### キャスター
以下の人物が主に務めていたが、「キャラバンII」の取材とリポーターの都合でキャスターも変わった。JNN各局のアナウンサーが「キャラバンII」のリポーターを兼ねて起用されることも多かった。
- 奈良陽（当時TBSアナウンサー）
- 五木田武信
- 見城美枝子

### JNN各局から出向したキャスター
いずれも肩書きは当時のもの。
- 斎藤努（毎日放送アナウンサー）
- 浅井栄子（TBSアナウンサー）
- 鈴木昭儀（静岡放送アナウンサー）
- 荻島正己（静岡放送アナウンサー）
- 小堀勝啓（中部日本放送アナウンサー）
- 横山和正（テレビ高知アナウンサー）

### その他のキャスター
- うつみ宮土理
- 有吉真知子
- 片山典子
- 土井かつえ
- 長谷川みつ美
- 中井貴惠
- 田中星児
- ほか

## ネット局
系列は放送当時のもの。
| 放送対象地域  | 放送局       | 系列                   | 備考                                             |
| ------------- | ------------ | ---------------------- | ------------------------------------------------ |
| 関東広域圏    | 東京放送     | TBS系列                | 制作局 現・TBSテレビ                             |
| 北海道        | 北海道放送   | TBS系列                |                                                  |
| 青森県        | 青森テレビ   | TBS系列                |                                                  |
| 岩手県        | 岩手放送     | TBS系列                | 現・IBC岩手放送                                  |
| 宮城県        | 東北放送     | TBS系列                |                                                  |
| 秋田県        | 秋田放送     | 日本テレビ系列         | [ 6 ]                                            |
| 福島県        | 福島テレビ   | TBS系列 フジテレビ系列 | [ 7 ]                                            |
| 山梨県        | テレビ山梨   | TBS系列                |                                                  |
| 新潟県        | 新潟放送     | TBS系列                |                                                  |
| 長野県        | 信越放送     | TBS系列                |                                                  |
| 静岡県        | 静岡放送     | TBS系列                |                                                  |
| 石川県        | 北陸放送     | TBS系列                |                                                  |
| 中京広域圏    | 中部日本放送 | TBS系列                | 現・CBCテレビ                                    |
| 近畿広域圏    | 毎日放送     | TBS系列                |                                                  |
| 鳥取県 島根県 | 山陰放送     | TBS系列                |                                                  |
| 岡山県        | 山陽放送     | TBS系列                | 現・RSK山陽放送 当時の放送免許エリアは岡山県のみ |
| 広島県        | 中国放送     | TBS系列                |                                                  |
| 山口県        | テレビ山口   | TBS系列 フジテレビ系列 | 1978年9月まではテレビ朝日系列とのクロスネット局  |
| 愛媛県        | 南海放送     | 日本テレビ系列         | [ 6 ]                                            |
| 高知県        | テレビ高知   | TBS系列                |                                                  |
| 福岡県        | RKB毎日放送  | TBS系列                |                                                  |
| 長崎県        | 長崎放送     | TBS系列                |                                                  |
| 熊本県        | 熊本放送     | TBS系列                |                                                  |
| 大分県        | 大分放送     | TBS系列                |                                                  |
| 宮崎県        | 宮崎放送     | TBS系列                |                                                  |
| 鹿児島県      | 南日本放送   | TBS系列                |                                                  |
| 沖縄県        | 琉球放送     | TBS系列                |                                                  |

## 関連書籍
いずれも長谷川みつ美著
- 「おはよう700・キャラバンⅡ」（TBSブリタニカ　JNN取材班との共著）
- 「みみの7:00発地球蒼春便」（双樹社）